# Aldina Matilde Barros da Lomba
Aldina Matilde Barros daolea là một chính trị gia người Angolan cho MPLA và là thành viên của Quốc hội Angola.